# 堅德布爾沙達爾烏帕齊拉
堅德布爾沙達爾乌帕齐拉是孟加拉国吉大港縣的一个乌帕齐拉，位於吉大港专区的堅德布爾縣。。

## 人口
據1991年孟加拉國人口普查，堅德布爾沙達爾共有戶數45,389戶，人口396872人。其中男性佔比52.25%，女性佔比47.75%；成年人口19,5578人。該地7歲以上人口之平均識字率為40.1%。